# Лерибе (област)
Област Лерибе е разположена в северната част на Лесото. Площта ѝ е 2828 km², а населението, според преброяването през 2016 г., е 337 521 души. Административен център е град Хлотсе. Друг град в областта е Мапутсое. На запад Лерибе граничи с провинция Фрайстат на РЮА. Областта е разделен на 13 избирателни района.